# Cashrewards
Cashrewards —  австралийский кэшбэк-сервис, основан в 2014 году. Программа позволяет пользователям получить часть своих денег обратно при совершении покупок в Интернете или в магазине в более чем 1400 розничных магазинах. Cashrewards сотрудничает с более чем 1400 брендами, включая Amazon, eBay, Myer, David Jones, Groupon, Coles, Agoda, Lenovo, Apple, Net-A-Porter, Dan Murphy's, Alibaba, Microsoft и Booking.com.
Каждый участвующий партнер платит комиссию Cashrewards, которая затем передается ее участникам в качестве предложения кэшбэка. За первые пять лет работы компании Cashrewards принесла своим партнерам 2 миллиарда австралийских долларов дохода и 100 миллионов австралийских долларов в качестве кэшбэка для своих участников.
Помимо предложения кэшбэка, Cashrewards также предлагает выбор купонов на скидку и эксклюзивных кодов.

## История
Cashrewards была основана в 2014 году Эндрю и Лорикой Кларк. В 2017 году Cashrewards присоединилась к благотворительной инициативе Salesforce Pledge 1%, в рамках которой один процент капитала компании и один процент кэшбэк-вознаграждений передаются выбранной благотворительной организации. Основатели Эндрю и Лорика выбрали Starlight Children’s Foundation из-за поддержки, которую эта организация оказала их ребенку в борьбе с болезнью.
В 2018 году Cashrewards запустила платформу In-Store Offers. В партнерстве с Visa платформа позволяет участникам, имеющим кредитную или дебетовую карту Visa, получать кэшбэк в сотнях магазинов по всей Австралии.
В 2019 году основатель Cashrewards Эндрю Кларк заявил, что компания стремится провести первичное публичное размещение акций (IPO) к 2020 году.
В октябре 2019 года Cashrewards также расширила свою платформу In-Store Offers за счет партнерства с Mastercard, что позволило участникам, использующим этого поставщика платежных карт, получить доступ к преимуществам кэшбэка от участвующих розничных продавцов.

## Финансирование
В 2018 году компания Cashrewards получила 3 миллиона австралийских долларов капитала от партнеров по развитию из Кремниевой долины (PFG) через специальный механизм долгового финансирования.
В 2019 году он приобрел дополнительный раунд внешнего долевого финансирования в размере 5,25 млн австралийских долларов у сиднейской компании Alium Capital.